# Saltsjö-Duvnässtråket
Saltsjö-Duvnässtråket är ett promenadstråk och en vandringsled i Stockholms län med en total längd på cirka 11 km. Stråket som startar vid Saltsjö-Duvnäs ingår i Gångstråk Stockholm.
Eftersom stråket ansluter till Saltsjöbanan kan man vandra delar av stråket. Stationer finns vid Saltsjö-Duvnäs, Storängen, Lillängen, Saltsjö-Järla, Nacka, Sickla, Henriksdal och Slussen.
Saltsjö-Duvnässtråket är ett sjönära stråk. Till sevärdheterna hör bland annat villaområdet Storängen, bebyggelsen längs med Järla och Sickla sjöar och runt Hammarby sjö, och Fjällgatan uppe på Stigberget. Stockholms stads motto för Saltsjö-Duvnässtråket lyder: Utmed Järla och Sickla sjöar plus båt över Hammarby sjö.

## Sträckning

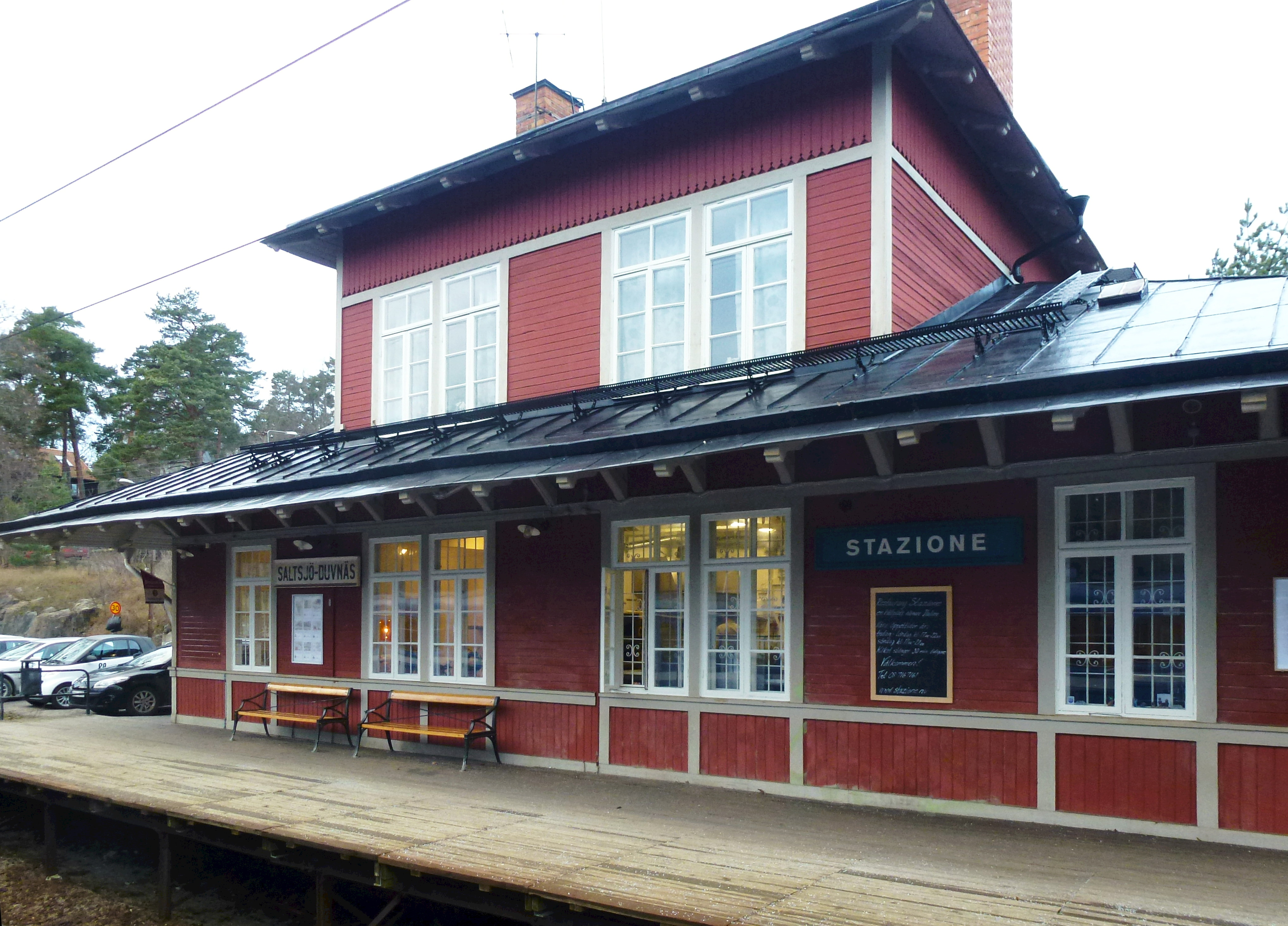
Start: Saltsjö-Duvnäs.

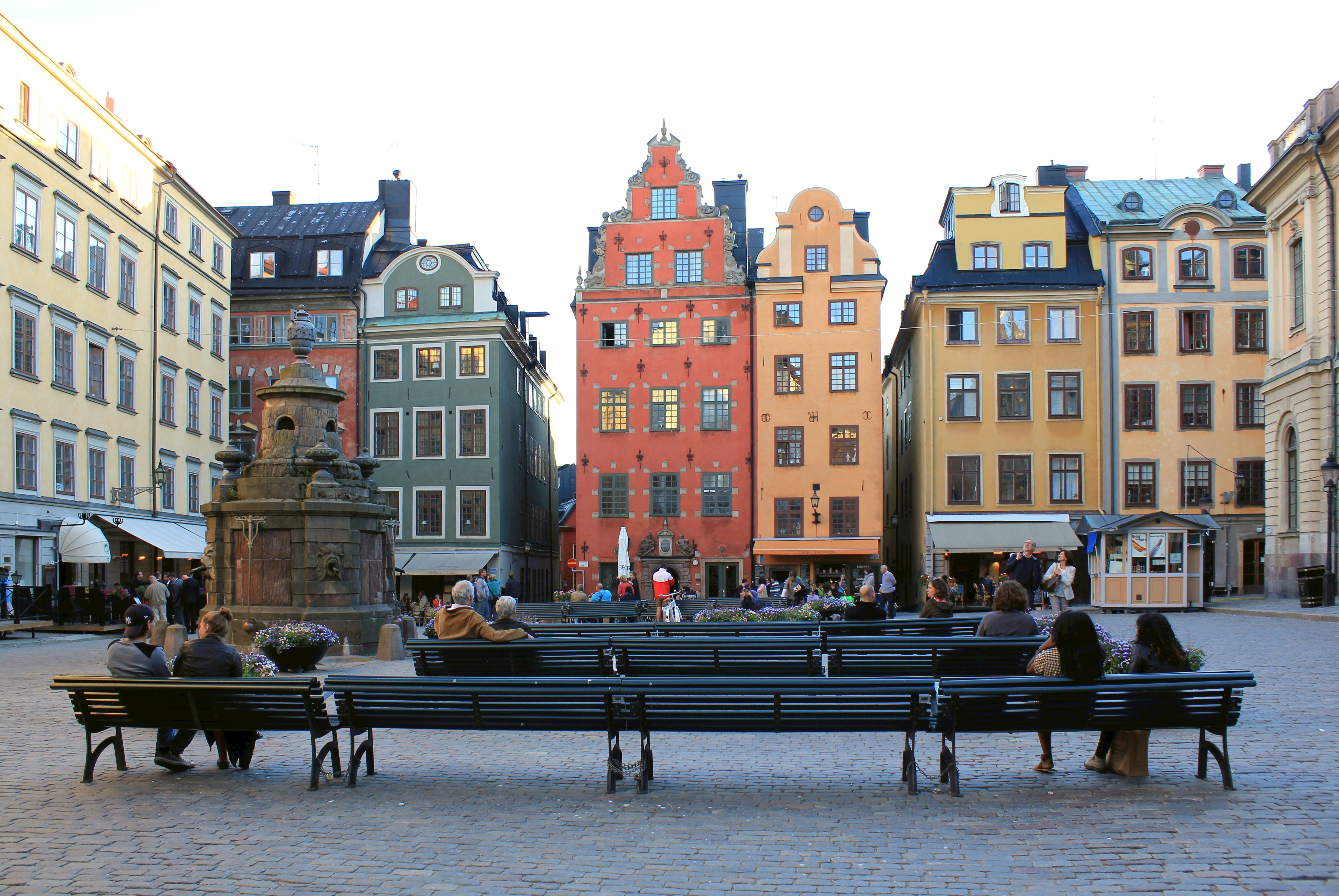
Mål: Stortorget i Gamla Stan.

Saltsjö-Duvnässtråket startar vid Saltsjöbanans station i Saltsjö-Duvnäs och från stationen går man över järnvägen, följer Kolbottensjöns södra strand, korsar Saltsjöbadsleden och fortsätter in i Nackareservatet genom skogspartiet längs med Järlasjöns södra del mot Kranglan, en mindre grupp av byggnader från förra sekelskiftet, och sundet som delar Järlasjön i två delar. Härifrån tar man sig vidare via villaområdena Fannydal och Lillängen till Storängen, som anses vara ett av Sveriges bäst bevarade villasamhällen från 1900-talets början. Strax norr om Storängen ligger Nacka Forum, Nackas stora köpcentrum, med goda bussförbindelser.
Flera kulturhistoriskt värdefulla villor i Storängen räknas som omistliga, bland annat Villa Bergh av arkitekt Albin Brag, Villa Wahlström av arkitekt Torben Grut och Villa Wallbeck-Hallgren av arkitekt Alf Landén. Även Storängens samskola ritad av arkitekt Ivar Callmander betraktas som en omistlig byggnad. Andra kända arkitekter bakom Storängens byggnader är exempelvis Ragnar Östberg, Carl Westman och Gustaf Hugo Sandberg.
Vandringen fortsätter förbi Järla gård mot det sjönära bostadsområdet Järla sjö. Vid torget mitt i Järla sjö finner man den varsamt restaurerade turbinhallen och gjuteriet från AB de Lavals Ångturbins gamla industrier. I början av 1900-talet tillverkade AGA gasdrivna fyrar i Järla sjö. En AGA-fyr från 1927 finns längst ut på piren i Järlasjön för att underlätta för sjötrafiken att navigera till och från Sickla sluss. På andra sidan Järlasjön i Nackareservatet ligger Nacka ström och det kulturhistoriskt värdefulla industrilandskapet kring Nacka gård, Nackas första industri med rötter från medeltiden.
Efter Järla sjö passerar stråket bostadsområdet Ekudden och Kyrkviken (en vik i Järlasjön) och fortsätter mot Sicklasjön och bostadsområdet Sickla strand. På Atlas Copcos gamla fabriksområde ligger Sickla Köpkvarter och Nackas kulturhus Dieselverkstaden. Atlas Copcos provgruva ligger under köpkvarteret och visas med jämna mellanrum för allmänheten.
Sickla sluss i Sickla kanal är egentligen två slussar mellan Sicklasjön och Hammarby sjö. Den nedre slussen ligger i Södra Hammarbyhamnen, den övre vid Sickla strand. Över kanalen mellan de båda slussarna går Sickla kanalbro. Vid Nackarondellen ligger Sjöstadshallen med sin takkonstruktion i stål formad som en ellips och ritad av arkitekt Brunnberg & Forshed. Efter Sickla sluss fortsätter stråket längs med kanalen mot Hammarby sjö. På vägen passerar man Vattentrappan, ett vattenkonstverk av Dag Birkeland.
Den delvis tätt bebyggda stadsdelen Hammarby sjöstad (ofta kallad Sjöstaden) hör till innerstaden, trots att den följer de södra och östra stränderna av Hammarby sjö. I södra Hammarbyhamnen ligger Lumafabriken, en av Sveriges första funktionalistiska fabriker, byggd 1930 efter ritningar av arkitekterna Artur von Schmalensee och Eskil Sundahl. Söder om och  högt över Sjöstaden ser man Hammarbytoppen, resultatet av schakt- och fyllnadsmassor från bland annat bygget av Globen och Hammarby sjöstad. Den mäter 93,5 meter över havet, från dess högsta punkt uppe på toppen är utsikten vidsträckt.
Från Lumabryggan vid Sickla kaj i Södra Hammarbyhamnen fortsätter vandringen med Sjöstadstrafikens färja M/S Lotten eller M/S Lisen mot Norra Hammarbyhamnen och Barnängen till Barnängsbryggan. Från färjan syns Henriksdalshamnen åt norr och mot öster ser man Sickla udde. Tidigare låg flera industrier vid Barnängen, främst textilindustrier, men också färgerier, stearintillverkning och annan teknisk verksamhet förekom. Runt Barnängens Gård ligger flera fabriks- och magasinsbyggnader. Solidaritetshuset var ursprungligen ett fabriksmagasin. Från Barnängen fortsätter stråket mot Vita bergen.
Vita bergen, en park med stora höjdskillnader, omfamnas av Renstiernas gata, Skånegatan, Barnängsgatan och Malmgårdsvägen. Stora delar av området kring parken är ett kulturreservat och vid Bergsprängargränd ligger några gamla kulturhus i trä. Längs Malmgårdsvägens norra sida ligger malmgården Groens malmgård och en lång rad med gamla, låga byggnader. Malmgårdsvägen är en väl bevarad rest av en industrimiljö från 1700- och 1800-talen. På den nordvästra av parkens två höjder ligger Sofia kyrka, en centralkyrka ritad av arkitekten Gustaf Hermansson och uppförd i början av 1900-talet.
På små gator fortsätter stråket mot Stigbergsparken, en av Stockholms gamla avrättningsplatser, och uppför Frans Schartaus trappor till Frans Schartaus Handelsinstitut på Stigbergsgatan. Stigbergsgatans västra del är ett kulturreservat med historisk trähusbebyggelse. På Stigbergsgatan 21 har Stadsmuseet en visningslägenhet, Blockmakarens hus, med inredning från början av 1900-talet.  På Stigbergsgatan 27 finns ett bostadshus från  1930 ritat av arkitekten Ragnar Östberg. Vid Stigbergsgatan slut mot sydväst ligger Norska kyrkans Kronprinsesse Märthas kirke från 1976, uppförd i tegel och ritad av arkitekt Tore Moxness.
Vägen ned mot Fjällgatan går via de kulturhistoriskt värdefulla Anna Lindhagens täppa och Sista Styverns trappor. Från Stigberget ser man Stora Tullhuset, formgivet av arkitekt Ferdinand Boberg, nere vid Stadsgårdshamnen och Stadsgårdsleden. Lite längre österut vid Londonviadukten ligger finlandsbåtarna förtöjda i Tegelviken. Utsikten från Fjällgatan över Stockholms inlopp är vidsträckt, härifrån ser man Slussen och Katarinahissen, Gamla stan, Skeppsholmen och Kastellholmen, Beckholmen och Djurgården, samt Nackalandet längst bort i öster. Vid Fjällgatans slut passerar man Schinkels malmgård och Söderbergs trappor, som går ned till Stadsgården.
Vandringen fortsätter över Renstiernas gata till Mäster Mikaels gata och Katarina kyrka, som uppfördes under åren 1656-95 efter arkitekten Jean de la Vallées ritningar. Därefter följer stråket små gator över Katarinaberget, förbi Mosebacke vattentorn från 1896, som ritades av arkitekt Ferdinand Boberg, till Mosebacke torg. Från torget är det inte långt till Katarinahissen med utsikt över innerstaden och KF-huset vid Stadsgården, som består av flera kontorsbyggnader och uppfördes för Kooperativa förbundet i etapper under 1900-talet.
Vid Slussen och Ryssgården ligger Södermalmstorg och Stadsmuseet, som är inhyst i Södra stadshusets byggnad från 1663 och ritad av den dåvarande stadsarkitekten Nicodemus Tessin d.ä.. Vandringens avslutning sker över Slussen, Söderström och Karl Johansslussen mot Slussplan. Den allra sista biten går genom Gamla stan via Järntorget, Svartmangatan och förbi Tyska kyrkan till Stortorget, sista anhalten och målet för Saltsjö-Duvnässtråket.

## Bilder

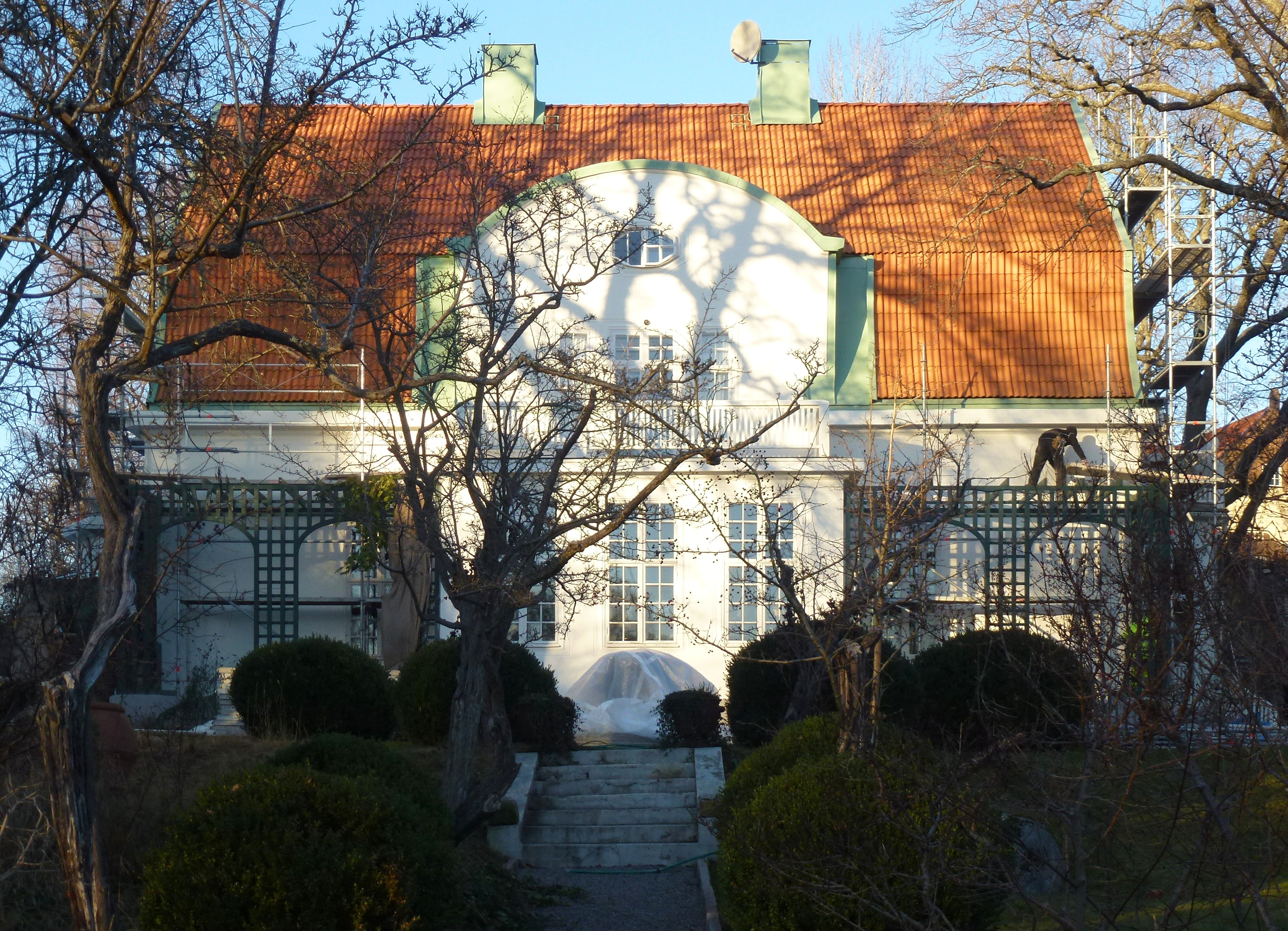
Villa Wahlström av arkitekt Torben Grut.
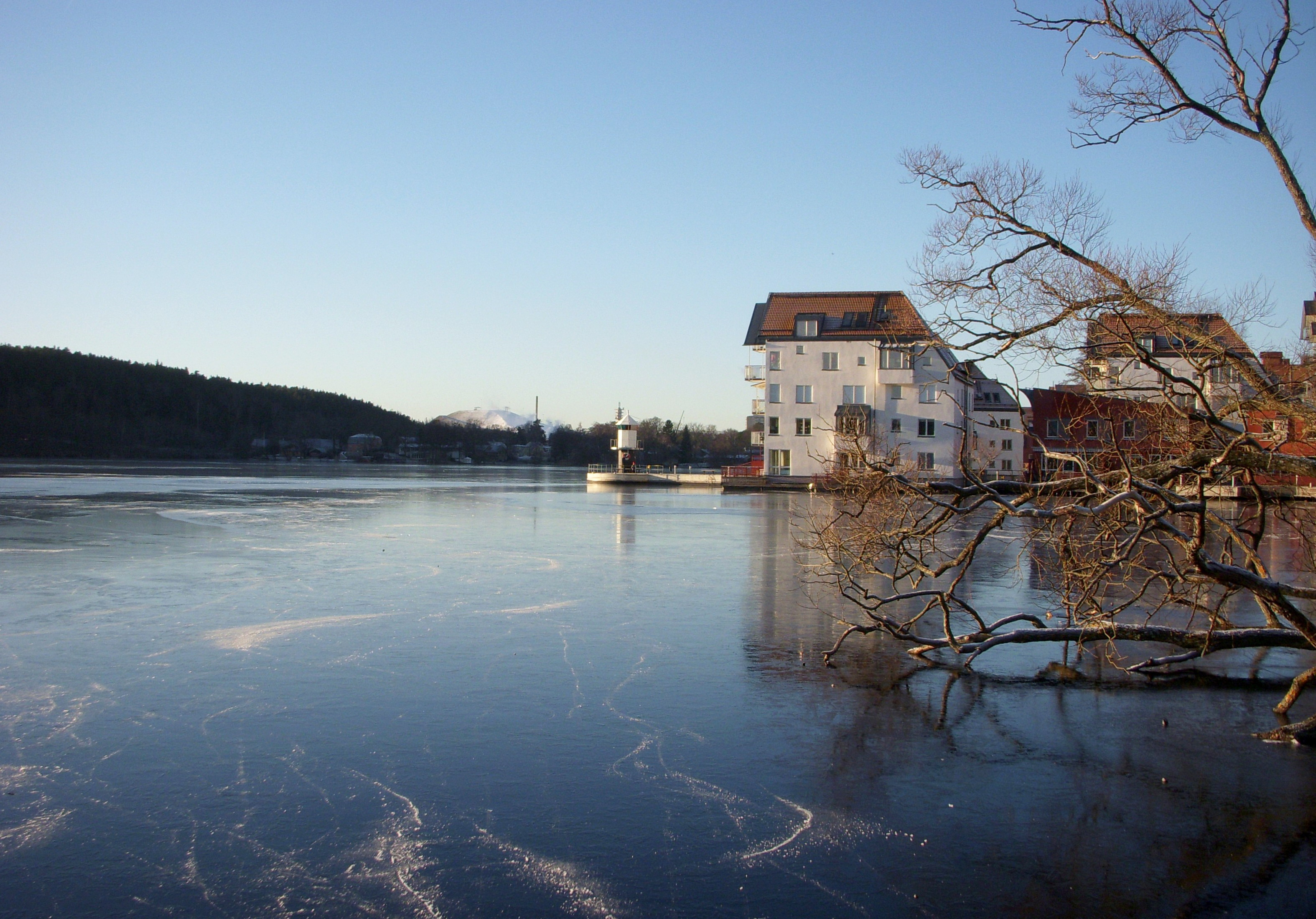
Järlasjön och bostadsområdet Järla sjö med AGA-fyren på piren och Hammarbytoppen i bakgrunden.
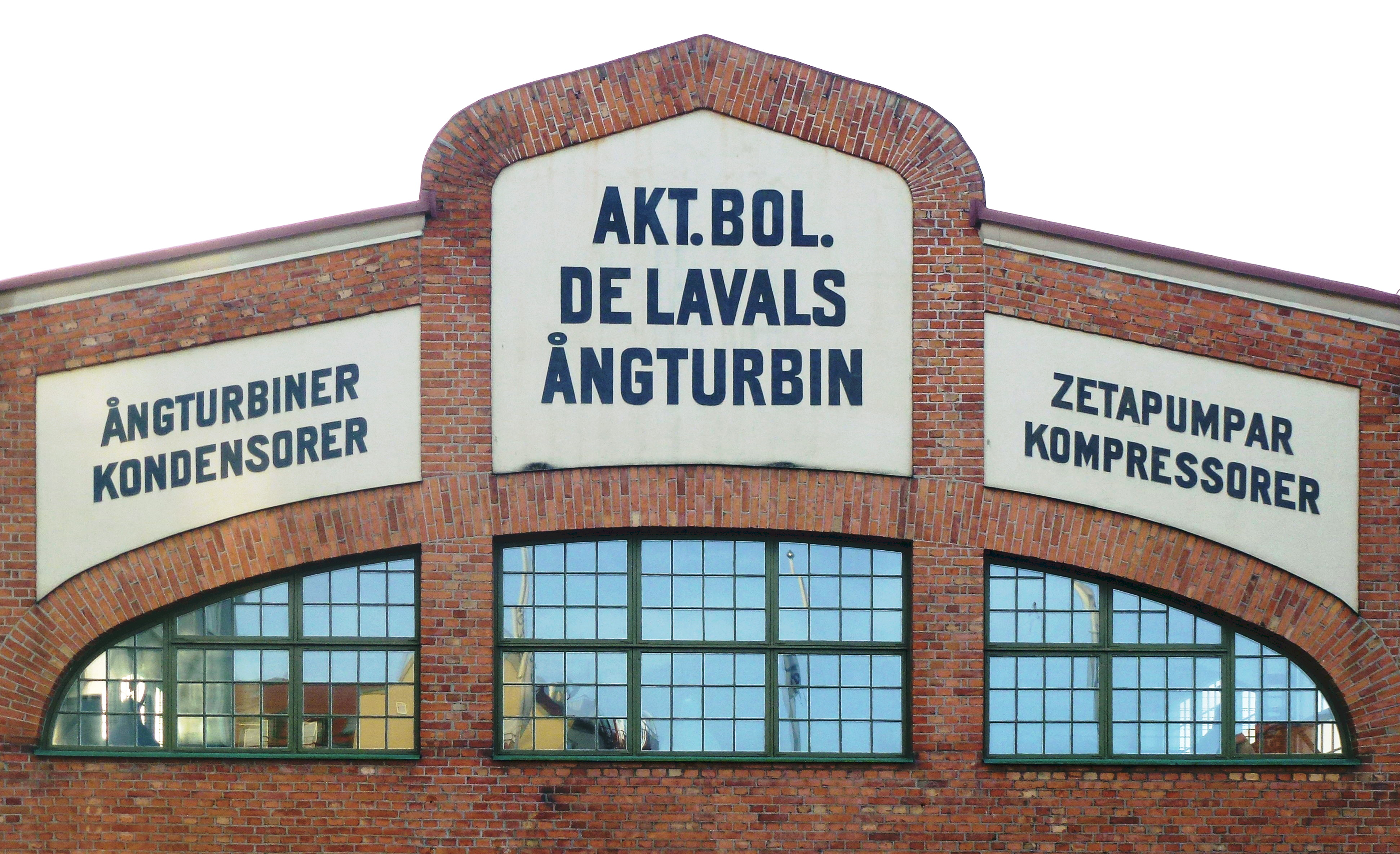
Turbinhallens gavel, AB de Lavals Ångturbin i Järla sjö.
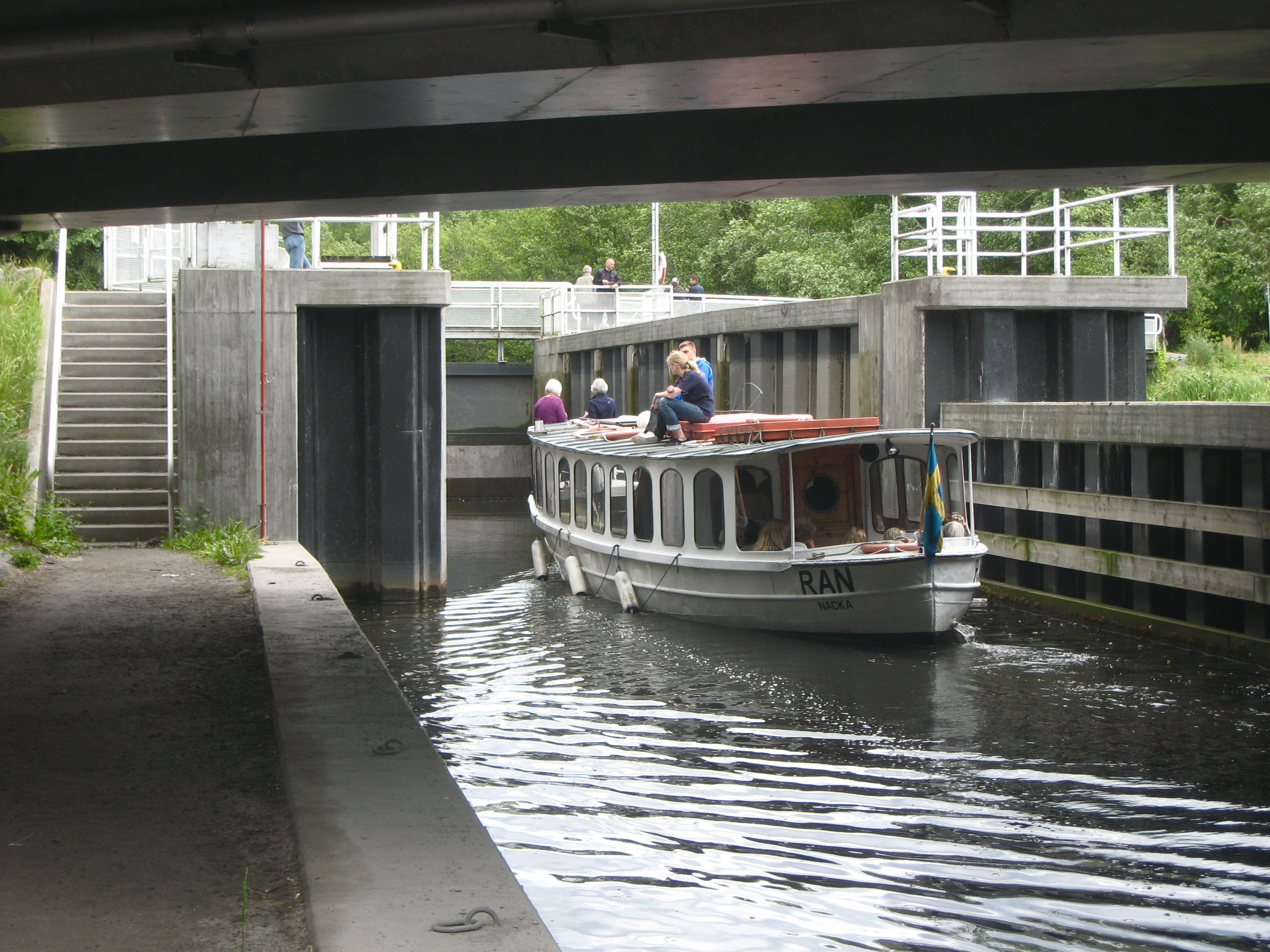
Sickla sluss, motorslupen M/S Ran i den övre slussen.
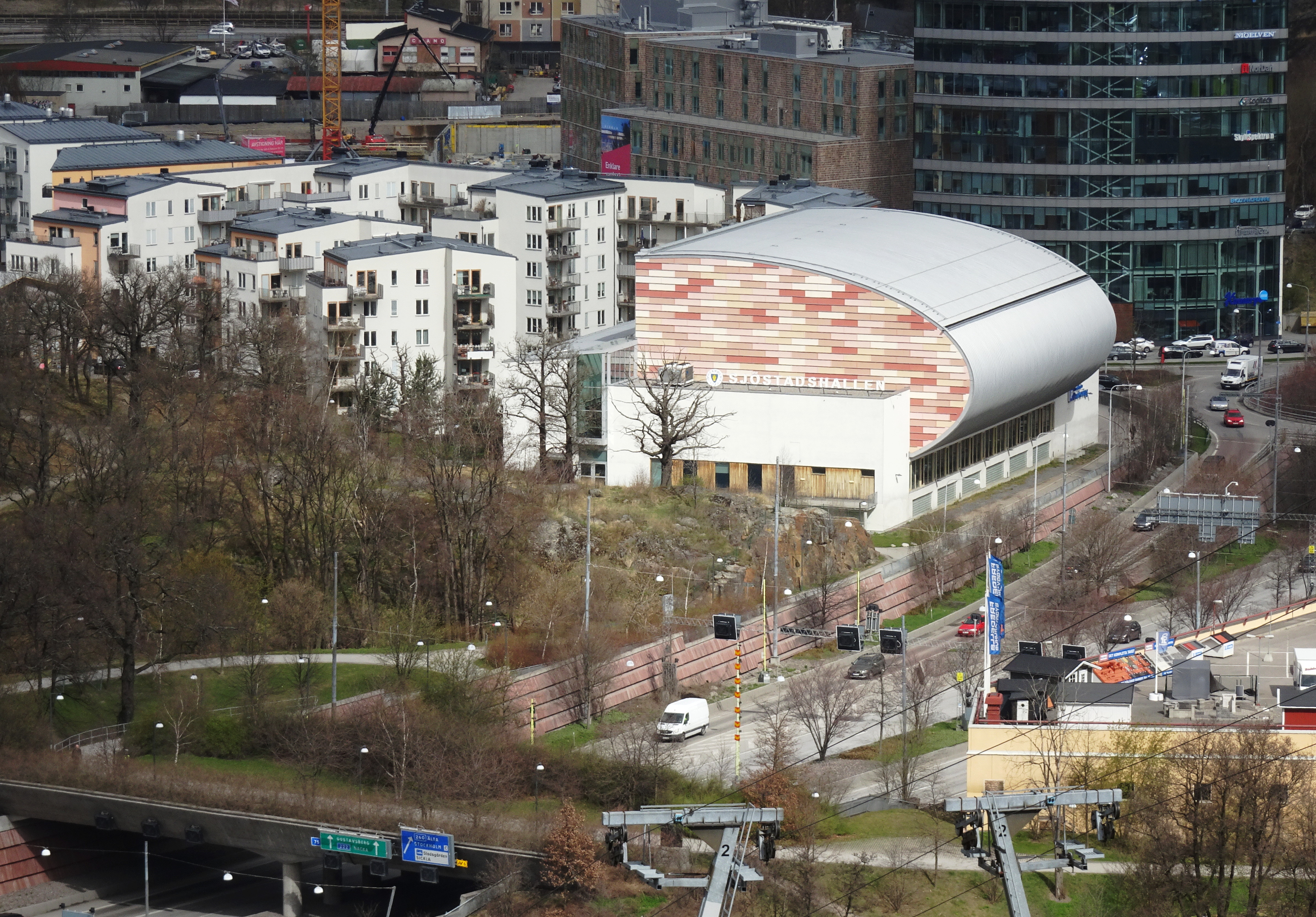
Sjöstadshallen vid Nackarondellen, Södra länken.
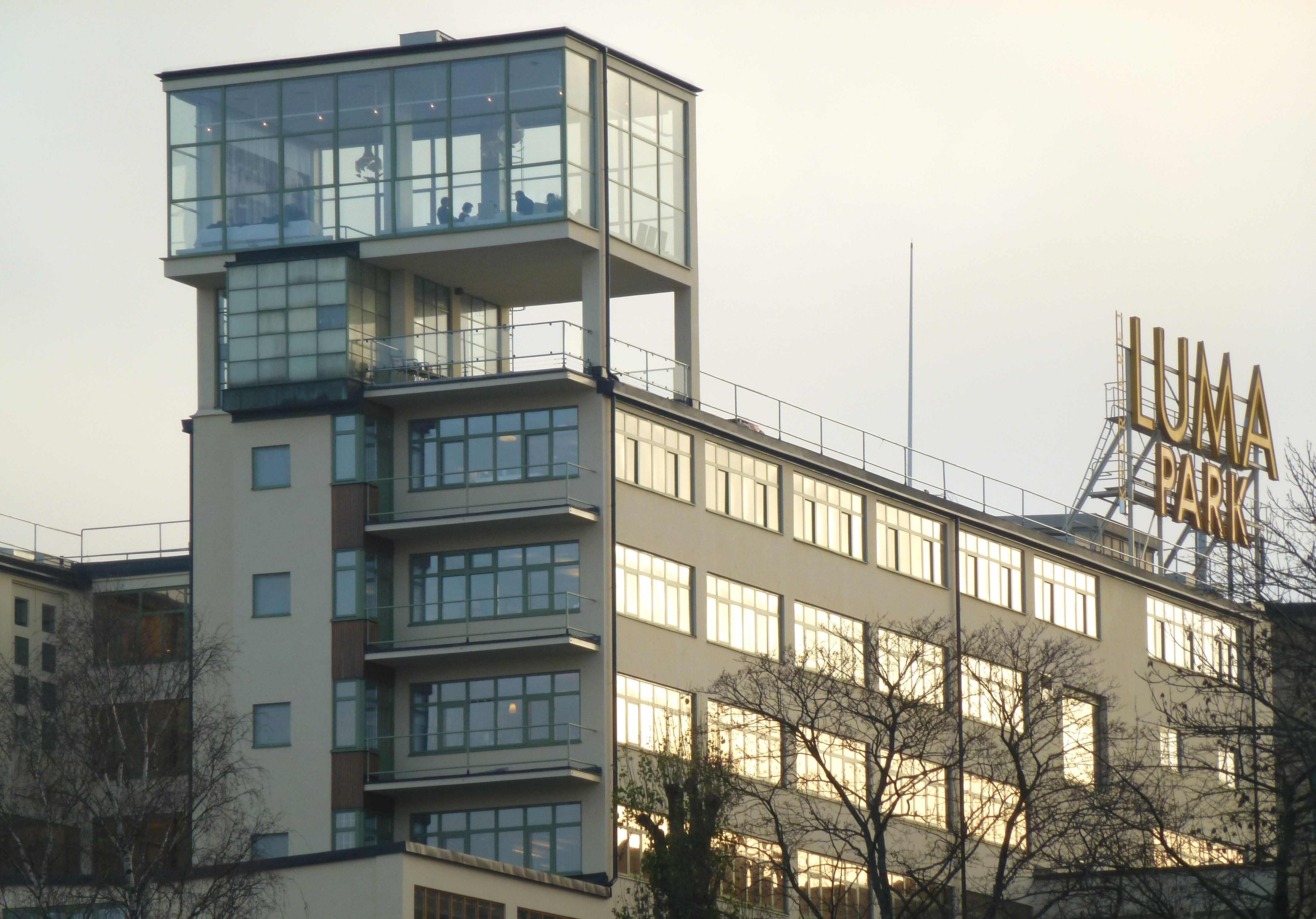
Lumafabriken i Hammarby sjöstad, fasad mot norr.
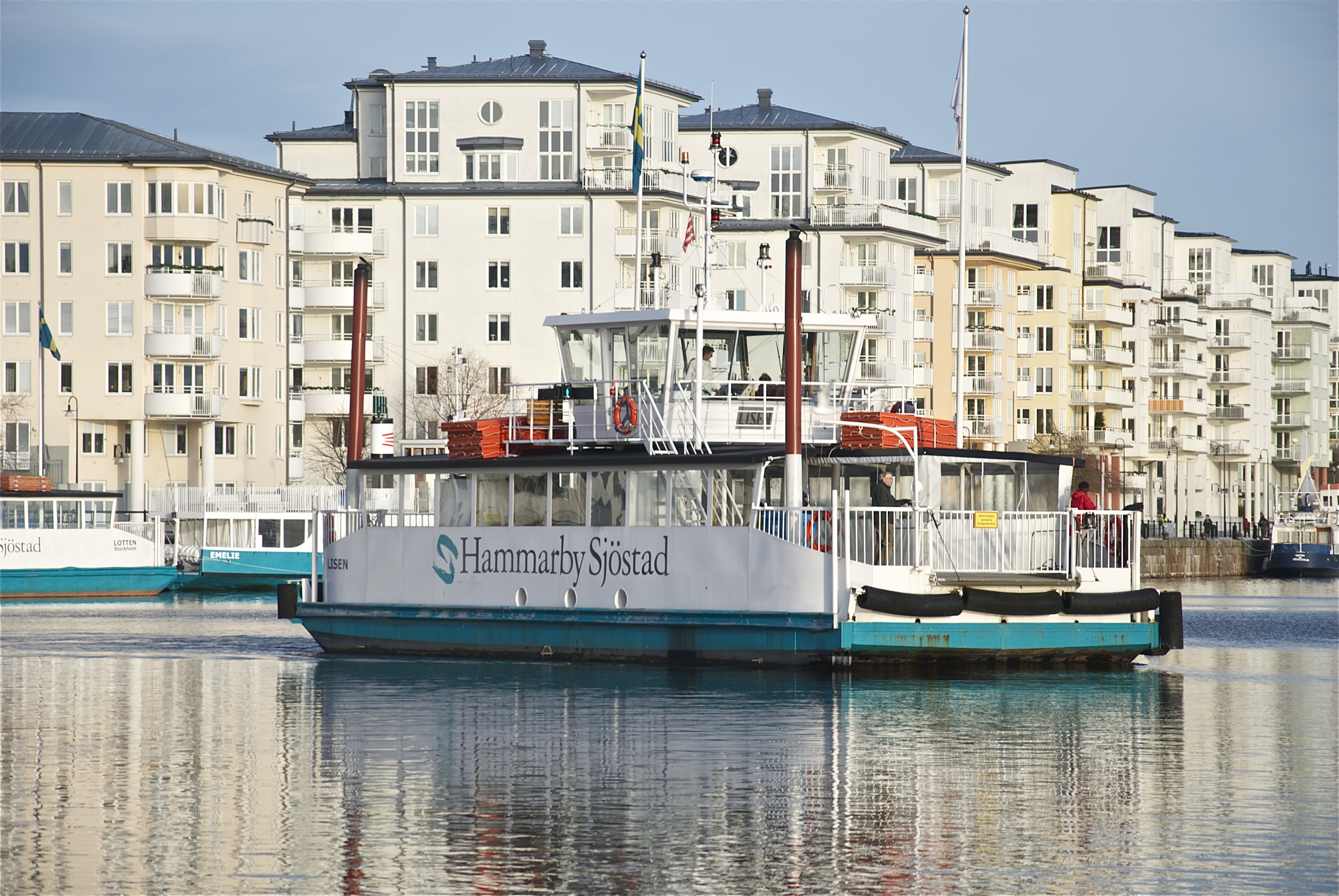
Sjöstadstrafikens färja M/S Lisen i Hammarby sjö.